# Play - Il mondo dei videogiochi

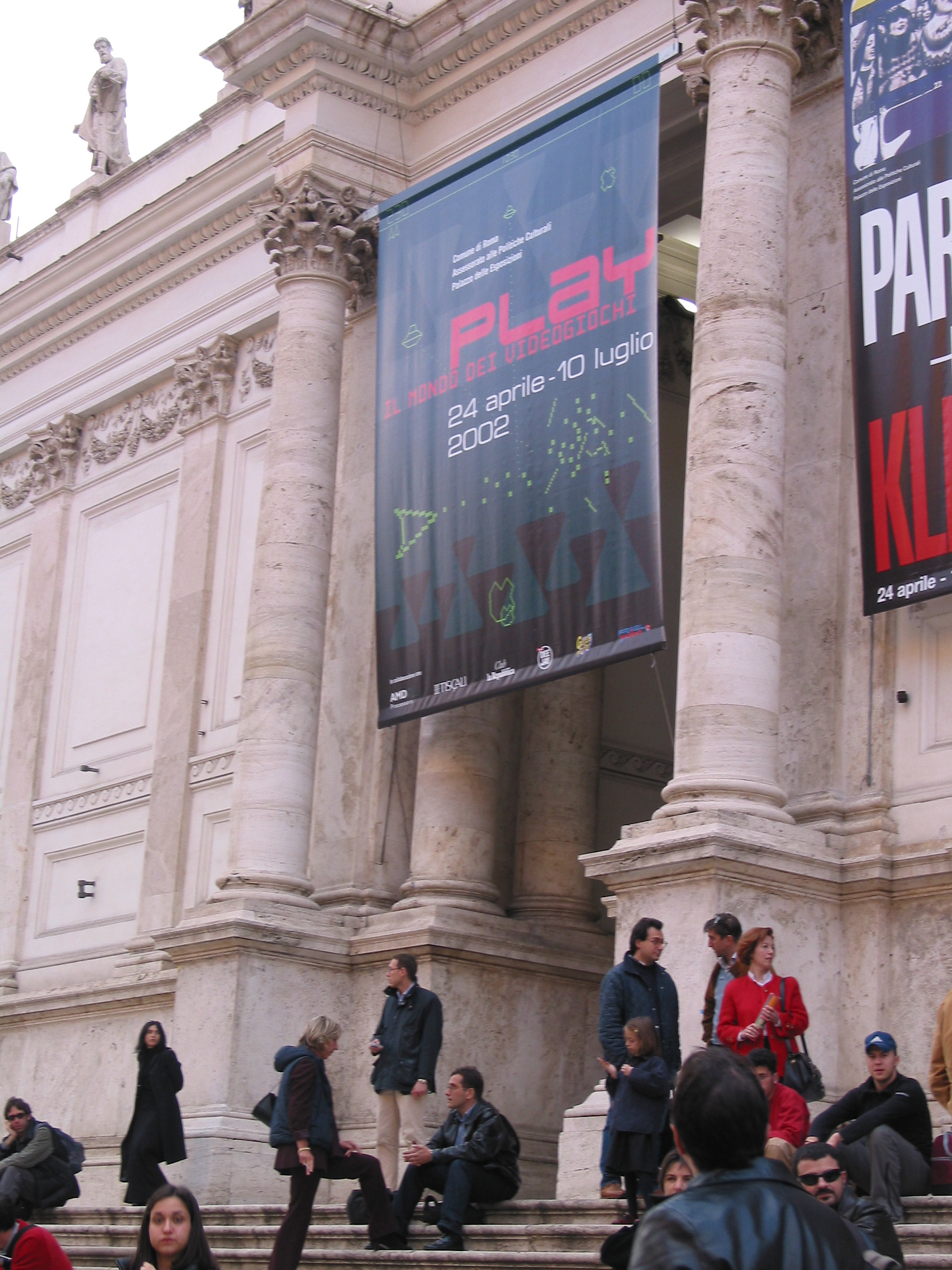
Lo stendardo della mostra a Palazzo delle Esposizioni

Play - Il mondo dei videogiochi fu la prima mostra europea dedicata ai videogiochi (precedette di qualche settimana Game On).
Tenutasi dal 24 aprile al 10 luglio 2002 al Palazzo delle Esposizioni di Roma, ricevette oltre 50 000 visite.

## La mostra
Oltre 300 videogiochi esposti su una superficie di 1300 metri quadrati. Partendo da SpaceWar! del 1962 fino ai più recenti  titoli per PC, PlayStation 2, Xbox e GameCube. Assieme a più di 40 console differenti, incluse il Magnavox Odyssey, il Vectrex, il TurboGrafx-16, e più di 50 handheld dal 1970 ai nostri giorni.
Play ha messo in luce l'evoluzione dei giochi elettronici non solo dal punto di vista tecnico, ma anche nella loro relazione con la cultura e la società. Il tutto mostrando tanto i singoli titoli e le console, quanto una serie di interviste a grandi game designer del calibro di Shigeru Miyamoto, Hideo Kojima, Tetsuya Mizuguchi, le biografie degli altri protagonisti di questo settore, le campagne pubblicitarie e i rapporti con Hollywood, la politica, l'industria bellica.
Organizzata in senso cronologico, la mostra era divisa in cinque aree principali. 
La prima andava dai videogame sviluppati nei laboratori di ricerca americani come Spacewar!, all'ascesa della Nintendo. E di quest'ultima c'erano addirittura le carte da gioco prodotte agli inizi del Novecento e i primi giocattoli elettrici degli anni Cinquanta. La seconda area era invece dedicata al mondo dei videogame a 16-bit, mentre nella terza dominavano console come la PlayStation, Sega Mega Drive, N64, Atari Jaguar. Nella quarta c'erano i giochi per pc, da quelli della Id Software fino ai Mmorpg (Massively-Multiplayer Online Role-Playing Games), nell'ultima infine le console di nuova generazione stile PlayStation 2, Xbox, Gamecube.

## Curatori
Jaime D'Alessandro, giornalista di La Repubblica e Maria Grazia Tolomeo. Con la collaborazione di Andrea Cuneo, Francesco Fondi, Diego Malara, Sergio Pennacchini e Luisa Ammaniti, marketing manager di Palazzo delle Esposizioni.